# Расселл-Гарденс (Нью-Йорк)
Расселл-Гарденс (англ. Russell Gardens) — селище (англ. village) в США, в окрузі Нассау штату Нью-Йорк. Населення — 978 осіб (2020).

## Географія
Расселл-Гарденс розташований за координатами 40°46′51″ пн. ш. 73°43′32″ зх. д. / 40.78083° пн. ш. 73.72556° зх. д. (40.780892, -73.725451).  За даними Бюро перепису населення США в 2010 році селище мало площу 0,45 км², уся площа — суходіл.

## Демографія
Згідно з переписом 2010 року, у селищі мешкало 945 осіб у 343 домогосподарствах у складі 264 родин. Густота населення становила 2101 особа/км².  Було 359 помешкань (798/км²).
Расовий склад населення:
| - 76,5 % — білих - 20,5 % — азіатів - 0,3 % — чорних або афроамериканців |

До двох чи більше рас належало 2,2 %. Частка іспаномовних становила 3,9 % від усіх жителів.
За віковим діапазоном населення розподілялося таким чином: 21,9 % — особи молодші 18 років, 62,1 % — особи у віці 18—64 років, 16,0 % — особи у віці 65 років та старші. Медіана віку мешканця становила 46,1 року. На 100 осіб жіночої статі у селищі припадало 94,0 чоловіків;  на 100 жінок у віці від 18 років та старших — 88,7 чоловіків також старших 18 років.
Середній дохід на одне домашнє господарство  становив 234 603 долари США (медіана — 158 750), а середній дохід на одну сім'ю — 283 094 долари (медіана — 181 250). Медіана доходів становила 119 375 доларів для чоловіків та 89 500 доларів для жінок. За межею бідності перебувало 3,3 % осіб, у тому числі 1,0 % дітей у віці до 18 років та 6,2 % осіб у віці 65 років та старших.
Цивільне працевлаштоване населення становило 445 осіб. Основні галузі зайнятості: освіта, охорона здоров'я та соціальна допомога — 38,7 %, фінанси, страхування та нерухомість — 19,6 %, науковці, спеціалісти, менеджери — 14,8 %.